# Chris Bauer
Christian „Chris” Bauer (ur. 3 marca 1990 roku) – niemiecki kierowca wyścigowy.

## Życiorys
Bauer rozpoczął karierę w wyścigach samochodowych w 2010 roku od startów w FIA GT4 European Cup. Z dorobkiem trzech punktów uplasował się tam na siedemnastej pozycji w końcowej klasyfikacji kierowców. Od 2013 roku startuje w seriach wyścigowych organizowanych przez Porsche. W sezonie 2013 Niemieckiego Pucharu Porsche Carrera odniósł jedno zwycięstwo w klasie B. Został sklasyfikowany na szóstej pozycji w klasyfikacji generalnej.

## Wyniki

### Podsumowanie
| Sezon | Seria                                      | Zespół                      | Wyścigi | Zwycięstwa | PP | NO | Podium | Punkty | Pozycja |
| ----- | ------------------------------------------ | --------------------------- | ------- | ---------- | -- | -- | ------ | ------ | ------- |
| 2010  | FIA GT4 European Cup                       | Mathol Racing               | 2       | 0          | 0  | 0  | 0      | 3      | 17      |
| 2012  | 24H Dubai – A6-GT                          | Attempto Racing             | 1       | 0          | 0  | 0  | 0      | N/A    | 16      |
| 2013  | Niemiecki Puchar Porsche Carrera (klasa B) | Attempto by Motorvision     | 15      | 1          | 2  | 0  | 5      | 145    | 6       |
| 2014  | Porsche Supercup                           | McGregor by Attempto Racing | 2       | 0          | 0  | 0  | 0      | 2      | 24      |
| 2015  | Porsche Supercup                           | Förch Racing by Lukas MS    | 10      | 0          | 0  | 0  | 0      | 1      | 23      |
| 2015  | Porsche GT3 Cup Challenge Central Europe   | Förch Racing by Lukas MS    | 9       | 0          | 0  | 0  | 4      | 0†     | NS†     |

† – Bauer nie był zaliczany do klasyfikacji.